# Lapidi della Divina Commedia di Firenze

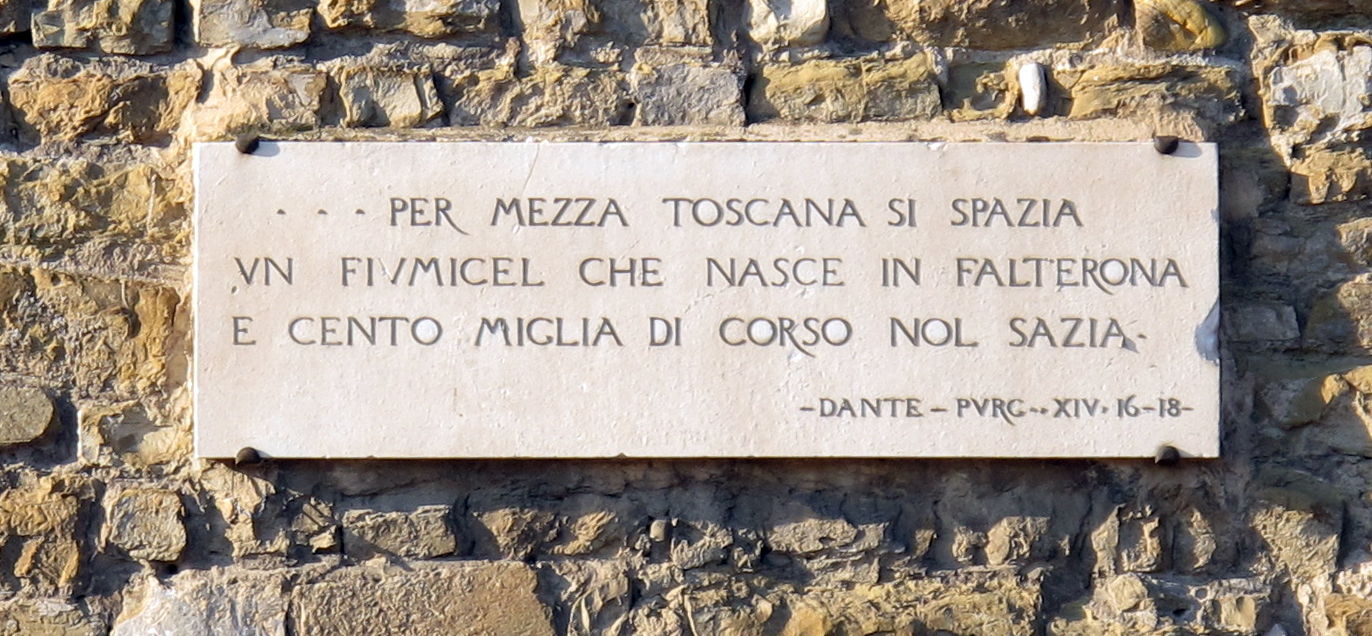
lapide sulla torre della Zecca Vecchia

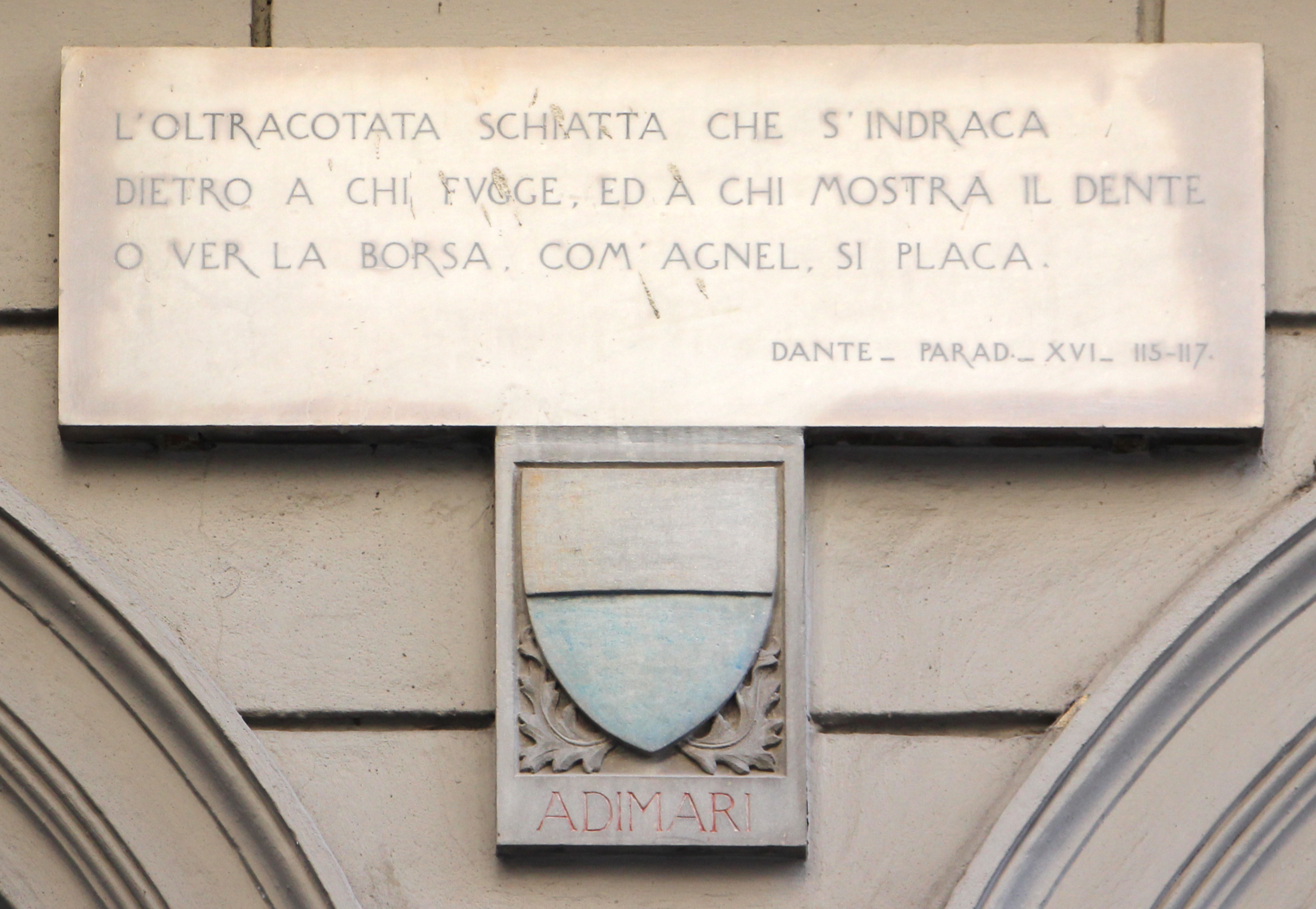
Lapide in via delle Oche

Nella città di Firenze, all’inizio del Novecento, furono collocate trentaquattro lapidi della Divina Commedia poste sulle facciate di alcuni palazzi. Le citazioni delle terzine sono tratte dalle tre cantiche: 9 dall'Inferno, 5 dal Purgatorio e 20 dal Paradiso, esse passano in rassegna i principali eventi della città e dei suoi illustri cittadini. 
Le lapidi tracciano un vero e proprio percorso poetico sulle mura; il comune di Firenze incaricò degli illustri dantisti (tra di essi Isidoro del Lungo), di individuare, nelle terzine dantesche, le citazioni dirette alla città toscana per riferimenti topografici e individuare con precisione quei luoghi che fossero adatti per posizionare tali lapidi. Il progetto fu realizzato in sette anni.

## Inferno
Elenco delle citazioni tratte dalla prima cantica:
- Inferno Canto VIII, vv. 61-63, Filippo Argenti: situata in via del Corso ove un tempo si trovavano le case degli Adimari parenti dell'Argenti.
- Inferno Canto X, vv. 58-63, Guido Cavalcanti: situata in via Calzaiuoli, qui si trovavano le case dei Cavalcanti.
- Inferno Canto X, vv. 91-93, Farinata degli Uberti, posta nel primo cortile di Palazzo Vecchio.
- Inferno Canto XIII, v 146, citato il fiume Arno: posta nella loggia di Ponte Vecchio.
- Inferno Canto XV, vv. 82-84, citato Brunetto Latini: la lapide si trova in via dei Cerretani vicino alla chiesa di Santa Maria Maggiore, nel luogo dove è situata la tomba del maestro di Dante, morto nel 1294 ca..
- Inferno Canto XVII, vv. 58-60, dedicata alla famiglia Gianfigliazzi, in Via de' Tornabuoni
- Inferno Canto XIX, v. 17, dedicato al Battistero di Firenze, verso via Martelli
- Inferno Canto XXIII, vv. 94-95, dedicata alla nascita del poeta vicino al fiume Arno, posta vicino alla casa di Dante sulla via omonima.
- Inferno Canto XXXII, vv. 79-81 e vv. 106-108 dedicati alla figura di Bocca degli Abati, in via dei Tavolini.

## Purgatorio
Qui di seguito, sono riportate le citazioni tratte dalla seconda cantica:
- Purgatorio Canto XII, vv. 100-105, in cui sono descritti la basilica di San Miniato e il ponte Rubaconte ( oggi Ponte alle Grazie), all'inizio della via di San Salvatore al Monte
- Purgatorio Canto XIV, vv. 16-18, ritorna il fiume Arno alla mente del poeta, posta in piazza Piave, nella torre della Zecca Vecchia
- Purgatorio Canto XXIV, vv. 79-84, incentrati sulla figura di Forese Donati, situata in via del Corso, presso i resti della torre dei Donati
- Purgatorio Canto XXIV, vv. 82-87, dedicati ad un altro Donati, Corso, in piazza San Salvi, dove sostò l'esercito di Arrigo VII
- Purgatorio Canto XXX, vv. 31-33, dedicati alla musa del poeta, in via del Corso, dove sorgevano le case dei Portinari

## Paradiso
Elenco delle lapidi tratte dalla terza ed ultima cantica del poema:
- Paradiso Canto XV, vv. 97-99, dedicati alla città natale del poeta, in via Dante Alighieri, presso la Badia Fiorentina
- Paradiso Canto XV, vv. 112-114, dedicati a Bellincione Berti Ravignani, in via del Corso
- Paradiso Canto XVI, vv. 40-42, sono ricordati gli antenati del Poeta in via degli Speziali
- Paradiso Canto XVI, vv. 85-87, dedicati ai dignitari fiorentini che si riunivano in via delle Oche
- Paradiso Canto XVI, vv. 94-96, dedicata alla famiglia Cerchi, in via del Corso
- Paradiso Canto XVI, vv. 101-102, dedicati alla famiglia dei Galigai, in via dei Tavolini
- Paradiso Canto XVI, vv. 109-110, sulla famiglia degli Uberti, in Palazzo Vecchio primo cortile
- Paradiso Canto XVI, vv. 110-111, sulla famiglia Lamberti, nella via omonima
- Paradiso Canto XVI, vv. 112-114, dedicati ai Visdomini, in via delle Oche, presso ciò che resta della torre dei Visdomini
- Paradiso Canto XVI, vv. 115-117, famiglia Adimari, in via delle Oche
- Paradiso Canto XVI, vv. 124-126, famiglia Peruzzi, col loro simbolo (le sei pere), in Borgo dei Greci
- Paradiso Canto XVI, vv. 127-128 e vv. 130-132, famiglia dei Della Bella, in via dei Cerchi
- Paradiso Canto XVI, vv. 127-130, dedicati a Ugo il Grande, in via del Proconsolo
- Paradiso Canto XVI, vv. 136-139, famiglia Amidei, via Por Santa Maria, presso la torre degli Amidei
- Paradiso Canto XVI, vv. 140-144, dedicati a Buondelmonte Buondelmonti, in borgo Santi Apostoli, presso le case dei Buondelmonti
- Paradiso Canto XVI, vv. 145-147, dedicati alla statua di Marte, causa degli scontri tra guelfi e ghibellini, distrutta da un'alluvione, Ponte Vecchio, angolo via del Pesce dove si trovava tale statua.
- Paradiso Canto XVI, vv. 149-154, dedicati alla Firenze antica, a Palazzo Vecchio
- Paradiso Canto XXV, vv. 1-9, dedicati al battesimo, in Battistero verso il duomo
- Paradiso Canto XXXIII, vv. 1-9, preghiera di San Bernardo alla Madonna, piazza del Duomo